# Gil Junger
Pour les articles homonymes, voir Junger (homonymie).
Gil Junger est un réalisateur américain né le 7 novembre 1954 à New York, État de New York (États-Unis).

## Biographie
Gil Junger est né le 7 novembre 1954 à New York, État de New York (États-Unis).

## Filmographie

### Cinéma
- 1999 : Dix Bonnes Raisons de te larguer (10 Things I Hate About You)
- 2001 : Le Chevalier Black (Black Knight)
- 2004 : Si seulement... (If Only)
- 2008 : Max la Menace : Bruce et Lloyd se déchaînent (Get Smart's Bruce and Lloyd: Out of Control)
- 2014 : 10 Things I Hate About Life
- 2015 : L'Assistant du père Noël (Santa's Little Helper)
- 2020 : Think Like a Dog

### Télévision

#### Séries télévisées
- 1987 - 1989 : It's a Living (7 épisodes)
- 1990 - 1995 : Petite Fleur (Blossom) (13 épisodes)
- 1993 - 1994 : Nurses (21 épisodes)
- 1994 : Hardball (1 épisode)
- 1995 : The John Larroquette Show (3 épisodes)
- 1995 - 1996 : In the House (7 épisodes)
- 1996 : The Jeff Foxworthy Show (3 épisodes)
- 1996 : Minor Adjustments (6 épisodes)
- 1996 - 1997 : Pearl (2 épisodes)
- 1996 - 1997 : Living Single (5 épisodes)
- 1996 - 1998 : Ellen (29 épisodes)
- 1997 : Nés à Chicago (Chicago Sons) (4 épisodes)
- 1997 - 1998 : Un pasteur d'enfer (Soul Man) (4 épisodes)
- 1998 : Les jumelles s'en mêlent (Two of a Kind) (4 épisodes)
- 1998 : Dharma et Greg (Dharma and Greg) (2 épisodes)
- 1998 : The Hughleys (2 épisodes)
- 1999 : Un toit pour trois (Two Guys, a Girl and a Pizza Place) (2 épisodes)
- 1999 : Un homme à femmes (Ladies Man) (3 épisodes)
- 1999 : Action (1 épisode)
- 1999 - 2000 : Merci les filles (Odd Man Out) (4 épisodes)
- 2000 : Zoé, Duncan, Jack et Jane (Zoe, Duncan, Jack & Jane) (3 épisodes)
- 2000 : Papa s'en mêle (Daddio) (4 épisodes)
- 2000 : Movie Stars (11 épisodes)
- 2001 - 2002 : According to Jim (13 épisodes)
- 2001 - 2002 : Inside Schwartz (3 épisodes)
- 2002 : Touche pas à mes filles (8 Simple Rules For Dating My Teenage Daughter) (1 épisode)
- 2002 : Less Than Perfect (1 épisode)
- 2003 : The O'Keefes (3 épisodes)
- 2003 - 2006 : La Star de la famille (Hope & Faith) (35 épisodes)
- 2005 - 2008 : Rodney (12 épisodes)
- 2006 : Kyle XY (1 épisode)
- 2006 : Teachers. (1 épisode)
- 2006 : Windfall : Des dollars tombés du ciel (Windfall) (1 épisode)
- 2007 : In Case of Emergency (2 épisodes)
- 2007 - 2008 : Greek (4 épisodes)
- 2008 : Pour le meilleur et le pire (Til Death) (1 épisode)
- 2009 : Leçons sur le mariage (Rules of Engagement) (1 épisode)
- 2009 : Sherri (3 épisodes)
- 2009 - 2010 : 10 Things I Hate About You (12 épisodes)
- 2010 : Hot in Cleveland (3 épisodes)
- 2010 - 2011 : Glory Daze (3 épisodes)
- 2011 : La Loi selon Harry (Harry's Law) (1 épisode)
- 2011 : Gigantic (1 épisode)
- 2012 : Sullivan and Son (1 épisode)
- 2014 : Mystery Girls (2 épisodes)
- 2015 : Devious Maids (2 épisodes)
- 2016 : Agent K.C. (2 épisodes)

#### Téléfilms
- 2009 : Mariage en blanc (My Fake Fiancé)
- 2010 : L'Ange des neiges (Christmas Cupid)
- 2010 : Love and the City (The Beauty & The Briefcase)
- 2011 : La Reine du bal (Teen Spirit)
- 2013 : Christmas Bounty

### Scénariste
- 1987 : It's a Living (1 épisode)
- 2014 : 10 Things I Hate About Life
- 2020 : Think Like a Dog

### Producteur
- 1982 : It Takes Two (3 épisodes) (producteur associé)
- 1984 - 1985 : Benson (24 épisodes) (producteur associé)
- 1985 : Hail to the Chief (3 épisodes) (producteur associé)
- 1985 - 1989 : It's a Living (93 épisodes) (producteur associé)
- 1988 - 1993 : La Maison en folie (Empty Nest) (119 épisodes)
- 1990 - 1991 : Lenny (17 épisodes)
- 1991 : Herman's Head (1 épisode)
- 1991 : Good & Evil (2 épisodes)
- 1992 : Walter & Emily (1 épisode)
- 1992 : Woops! (1 épisode)
- 1992 - 1993 : Nurses (24 épisodes)
- 1995 : The Office (1 épisode)
- 1995 : Minor Adjustments (1 épisode)
- 1997 - 1998 : Ellen (13 épisodes)
- 2000 : Movie Stars (2 épisodes)
- 2003 - 2005 : La Star de la famille (Hope & Faith) (21 épisodes)
- 2004 : Si seulement... (If Only) (long métrage)